# Аль-Мамун (лунный кратер)
Кратер Аль-Мамун (лат. Almanon) — древний ударный кратер в гористой южной экваториальной области на видимой стороне Луны. Название дано в честь багдадского халифа из династии Аббасидов аль-Мамуна (Абу-ль-Аббас Абд-Аллах аль-Мамун, 786—833), основавшего в 829 году астрономическую обсерваторию в Багдаде, и утверждено Международным астрономическим союзом в 1935 г. Образование кратера относится к нектарскому периоду.

## Описание кратера
Ближайшими соседями кратера являются кратер Абу-ль-Фида на северо-западе; кратеры Декарт на севере; кратер Тацит на востоке и кратер Гебер на юго-западе. На востоке от кратера располагается цепочка кратеров Абу-ль-Фиды.
Селенографические координаты центра кратера 16°51′ ю. ш. 15°08′ в. д. / 16,85° ю. ш. 15,14° в. д., диаметр 47,8 км, глубина 2,48 км.
Кратер имеет полигональную форму с выступами на севере и юго-западе, вал кратера подвергся небольшому разрушению, имеет слегка террасовидную структуру. К южной части вала примыкает сдвоенная пара сателлитных кратеров — Аль-Мамун A и Аль-Мамун B. Внутренний склон вала значительно шире в восточной части, которая отбрасывает зубчатые тени на дно кратера. Высота вала над окружающей местностью составляет 1120 м, объём кратера приблизительно 1900 км³. Дно чаши кратера сравнительно ровное, отмечено несколькими мелкими кратерами. Центральный пик отсутствует, в центре находятся три небольших холма.

## Сателлитные кратеры
| Аль-Мамун | Координаты                                            | Диаметр, км |
| --------- | ----------------------------------------------------- | ----------- |
| A         | 17°47′ ю. ш. 15°19′ в. д. / 17,79° ю. ш. 15,32° в. д. | 9,8         |
| B         | 18°20′ ю. ш. 15°16′ в. д. / 18,33° ю. ш. 15,26° в. д. | 23,6        |
| C         | 16°10′ ю. ш. 15°59′ в. д. / 16,16° ю. ш. 15,98° в. д. | 15,6        |
| D         | 18°36′ ю. ш. 15°32′ в. д. / 18,60° ю. ш. 15,54° в. д. | 5,3         |
| E         | 17°55′ ю. ш. 13°38′ в. д. / 17,91° ю. ш. 13,63° в. д. | 5,4         |
| F         | 15°55′ ю. ш. 14°16′ в. д. / 15,92° ю. ш. 14,27° в. д. | 5,2         |
| G         | 17°56′ ю. ш. 14°37′ в. д. / 17,93° ю. ш. 14,61° в. д. | 4,5         |
| H         | 19°02′ ю. ш. 15°13′ в. д. / 19,03° ю. ш. 15,22° в. д. | 6,0         |
| K         | 15°50′ ю. ш. 15°26′ в. д. / 15,84° ю. ш. 15,43° в. д. | 6,5         |
| L         | 19°00′ ю. ш. 16°35′ в. д. / 19,00° ю. ш. 16,58° в. д. | 5,9         |
| P         | 18°33′ ю. ш. 17°00′ в. д. / 18,55° ю. ш. 17,00° в. д. | 19,4        |
| Q         | 18°05′ ю. ш. 17°00′ в. д. / 18,08° ю. ш. 17,00° в. д. | 4,6         |
| R         | 18°10′ ю. ш. 15°53′ в. д. / 18,17° ю. ш. 15,88° в. д. | 3,5         |

- Кратер Аль-Мамун С включен в список кратеров с темными радиальными полосами на внутреннем склоне Ассоциации лунной и планетарной астрономии (ALPO)[5].